# 森敦司
森 敦司（Atsushi Mori もり あつし、1968年9月27日 - 2016年12月14日）は日本の映画監督、映像ディレクター、カメラマン、監督業全般。
神奈川県横浜市出身。武蔵工業大学付属高校 現東京都市大学付属中学校・高等学校卒。現在は東南アジア・南アジア11カ国を中心に写真家としても活躍中とともに日本国内において映像制作会社CLUB KENJIN JAPANの代表を勤める、過去に劇団CLUB KENJIN ENTERTAINMENTの主催や二輪ロードチームRACING KENJINの運営など異色のキャリアをもつ。

## 来歴・人物
18歳で二輪ロードレーサーとして活動を開始した後、レーシングチーム　Racing KENJINを結成。
1995年に自らの活動をモチーフにした舞台作品『PADDOCK』で俳優・舞台演出家・脚本家としての活動を開始、『空のSAMURAI』『只今参上マン』などの舞台作品をたてつづけに発表する最中、1999年に映像制作会社CLUB KENJIN JAPANを設立、映像ディレクターとしての活動を開始、映画・CM・企業VP・アイドルグラビア系イメージビデオなど多くの作品をてがける。現在は東南アジアと南アジアの11カ国を中心に写真家としても活躍中。

## 作品

### 監督・脚本作品
- 『僕の彼女とその彼氏（ゆうれい） Drop in Ghost』（2007年）主演満島ひかり
- 『覚醒-KAKUSEI-』（2007年）主演木内あきら
- 『COLORS』（2006年）主演堀田ゆい夏
- 『初音色』（2006年）主演松嶋初音
- 『制服Dolls』（2005年）主演 千葉しおり
- 『制服Dolls』（2005年）主演三井保奈美
- 『制服Dolls』（2004年）主演伊藤瞳
- 『誘女』（2004年）主演 境ヒロコ